# Самый перспективный игрок CHL

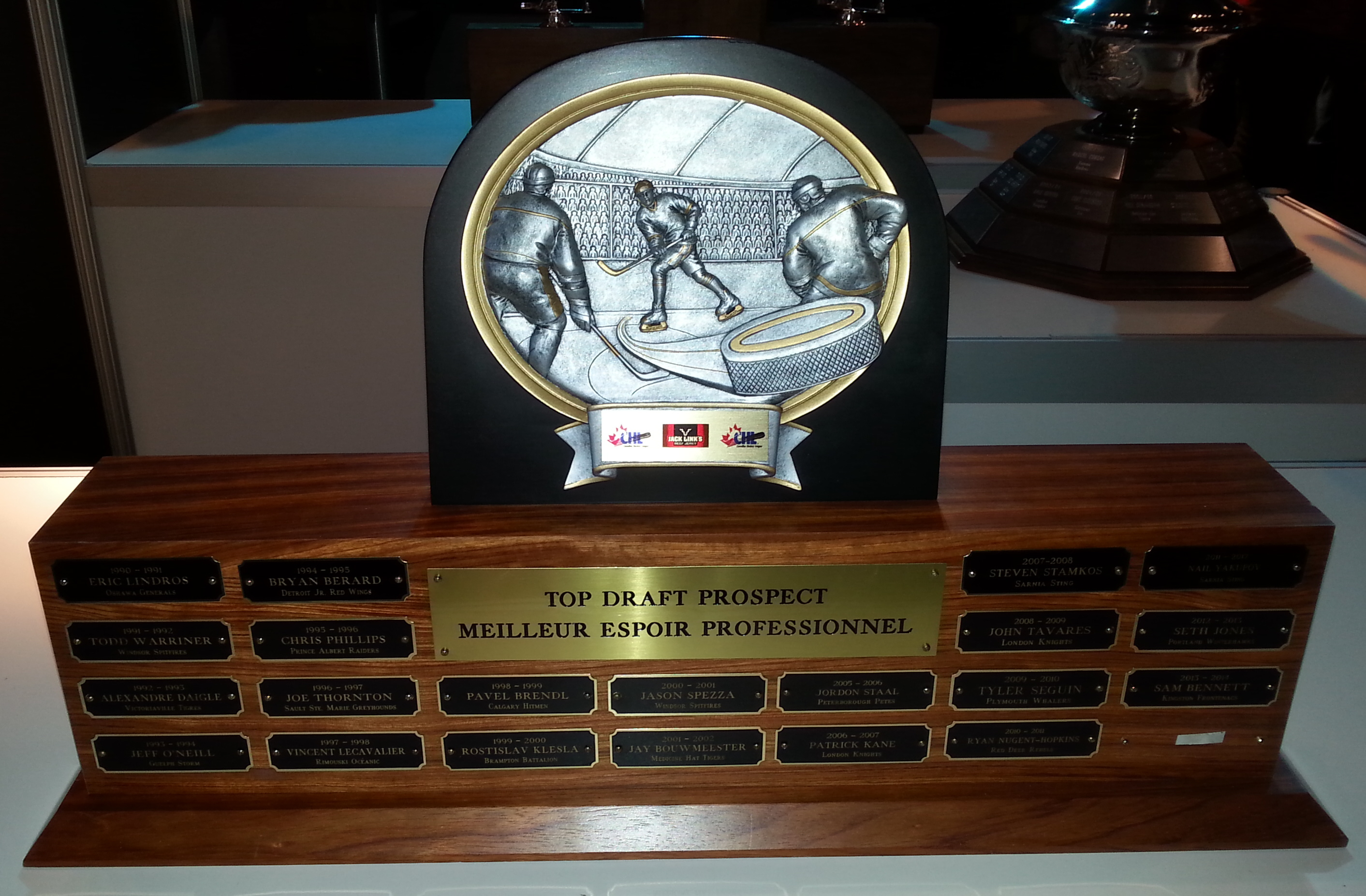
Приз Лучшему драфт-проспекту CHL

Лучший драфт-проспект CHL (англ. CHL Top Draft Prospect Award) — приз, ежегодно вручаемый лучшему игроку Канадской хоккейной лиги (CHL), имеющему самый высокий рейтинг среди проспектов на драфте НХЛ. Впервые награда была вручена в 1991 году и не вручалась в период с 2003 по 2005 годы.

## Победители
- 2023–24 – Кэйден Линдстрём, Медисин-Хат Тайгерс (WHL)
- 2022–23 – Коннор Бедард, Реджайна Пэтс (WHL)
- 2021–22 – Шейн Райт, Кингстон Фронтенакс (OHL)
- 2020–21 – Не вручался
- 2019–20 – Алекси Лафренье, Римуски Осеаник (QMJHL)
- 2018–19 – Боуэн Байрам, Ванкувер Джайэнтз (WHL)
- 2017–18 – Андрей Свечников, Барри Кольтс (OHL)
- 2016–17 – Нолан Патрик, Брандон Уит Кингз (WHL)
- 2015–16 – Пьер-Люк Дюбуа, Кейп-Бретон Скриминг Иглз (QMJHL)
- 2014–15 – Коннор МакДэвид, Эри Оттерз (OHL)
- 2013–14 – Сэм Беннетт, Кингстон Фронтенакс (OHL)
- 2012–13 – Сет Джонс, Портленд Уинтерхокс (WHL)
- 2011–12 – Наиль Якупов, Сарния Стинг (OHL)
- 2010–11 – Райан Нюджент-Хопкинс, Ред-Дир Ребелз (WHL)
- 2009-10 – Тайлер Сегин, Плимут Уэйлерз (OHL)
- 2008–09 – Джон Таварес, Лондон Найтс (OHL)
- 2007–08 – Стивен Стэмкос, Сарния Стинг (OHL)
- 2006–07 – Патрик Кейн, Лондон Найтс (OHL)
- 2005–06 – Джордан Стаал, Питерборо Питс (OHL)
- 2001–02 – Джей Боумистер, Медисин-Хат Тайгерс (WHL)
- 2000–01 – Джейсон Спецца, Уинсор Спитфайрз (OHL)
- 1999–00 – Ростислав Клесла, Брамптон Батталион (OHL)
- 1998–99 – Павел Брендл, Калгари Хитмен (WHL)
- 1997–98 – Венсан Лекавалье, Римуски Осеаник (QMJHL)
- 1996–97 – Джо Торнтон, Су-Сент-Мари Грейхаундз (OHL)
- 1995–96 – Крис Филлипс, Принс-Альберт Рейдерз (WHL)
- 1994–95 – Брайан Берард, Детройт Джуниор Ред Уингз (OHL)
- 1993–94 – Джефф О’Нилл, Гелф Шторм (OHL)
- 1992–93 – Александр Дэйгл, Викториавилл Тайгерз (QMJHL)
- 1991–92 – Тодд Уорринер, Уинсор Спитфайрз (OHL)
- 1990–91 – Эрик Линдрос, Ошава Дженералз (OHL)

Выделены игроки выбранные под первым номером на драфте НХЛ.